# Július 3.
Július 3. az év 184. (szökőévben 185.) napja a Gergely-naptár szerint. Az évből még 181 nap van hátra.
Névnapok: Kornél, Soma + Anatol, Bernárd, Bernát, Hadúr, Hiador, Karitász, Leó, Leon, Lionel, Napsugár, Prudencia, Tamás

## Események
- 1775 – Az amerikai függetlenségi háborúban George Washington a massachusetts-i Cambridge-ben átveszi az Amerikai Egyesült Államok szárazföldi hadseregének főparancsnokságát.
- 1825 – I. Ferenc magyar király 13 évnyi szünet után, Bergamóban kelt királyi levelével szeptember 11-ére összehívja a magyar országgyűlést Pozsonyba. Ez lesz az első reform-országgyűlés.
- 1866 – Königgrätznél győzelmet aratnak a poroszok az osztrákok felett
- 1897 – A bécsi Práterben üzembe helyezik a 65 méter magas Óriáskereket.
- 1898 – A spanyol-amerikai háborúban a Santiago de Cuba előtt lezajlott tengeri ütközetben az amerikai hadihajók megsemmisítik a Pascual Cervera admirális által vezetett karib-tengeri spanyol flottát.
- 1918 – Fehéroroszország elnyeri első függetlenségét
- 1938 – A London and North Eastern Railway vasúttársaság A4-es, Mallard nevű mozdonya beállítja a gőzmozdonyok azóta is érvényben lévő sebességrekordját
- 1953 – A Nanga Parbat (tszf. 8126 m), első megmászása Hermann Buhl alpinista által.
- 1962 – Franciaország elismeri Algéria függetlenségét.
- 1970 – India és Pakisztán békeszerződést írnak alá.
- 1974 – Szovjet–amerikai atomküszöb-szerződés a föld alatti atomrobbantások korlátozására.
- 2007 – Iszlámábád Vörös Mecsetében barikádozták el magukat azok a szélsőséges iszlamisták akik – az afganisztáni tálibokéhoz hasonló – fundamentalista iszlám törvénykezést követelnek Pakisztánban.

## Sportesemények
Formula–1
- 1960 –  francia nagydíj, Reims - Győztes: Jack Brabham  (Cooper Climax)
- 1966 –  francia nagydíj, Reims - Győztes: Jack Brabham  (Brabham Repco)
- 1977 –  francia nagydíj, Dijon - Győztes: Mario Andretti  (Lotus Ford)
- 1982 –  holland nagydíj, Zandvoort - Győztes: Didier Pironi  (Ferrari Turbo)
- 1988 –  francia nagydíj, Paul Ricard - Győztes: Alain Prost  (McLaren Honda Turbo)
- 1994 –  francia nagydíj, Magny-Cours - Győztes: Michael Schumacher  (Benetton Ford)
- 2005 –  francia nagydíj, Magny-Cours - Győztes: Fernando Alonso  (Renault)
- 2016 –  osztrák nagydíj, Red Bull Ring - Győztes: Lewis Hamilton  (Mercedes)

## Születések
- 1423 – XI. Lajos francia király († 1483)
- 1780 – Lieder Frigyes német származású portré- és miniatúrafestő, litográfus († 1859)
- 1803 – Vetter Antal honvéd tábornok († 1882)
- 1806 – Teleki Blanka grófnő, pedagógus, a magyar nőnevelés úttörője († 1862)
- 1852 – Rafael Joseffy magyar zongoraművész, zeneszerző († 1915)
- 1854 – Leoš Janáček morva zeneszerző, a zenetörténet jelentős alakja († 1928)
- 1866 – Putnoky Móric magyar földbirtokos, főispán, titkos tanácsos, országgyűlési képviselő († 1946)
- 1883 – Franz Kafka csehországi német író († 1924)
- 1893 – Bortnyik Sándor magyar festőművész, grafikus († 1976)
- 1906 – George Sanders brit színész († 1972)
- 1925 – Vitányi Iván magyar szociológus, politikus († 2021)
- 1926 – Rab Zsuzsa magyar költő, műfordító († 1998)
- 1927 – Ken Russell brit rendező, forgatókönyvíró, színész és producer († 2011)
- 1930 – Hargitai László talajkémikus, egyetemi tanár († 1996)
- 1939 – Kovács László magyar politikus, volt külügyminiszter, az Európai Bizottság adó- és vámügyi biztosa
- 1943 – Judith Durham ausztrál zenész, énekes, a Seekers tagja († 2022)
- 1943 – Kurtwood Smith amerikai színész
- 1943 – Turai Kiss Mária  magyar dalénekes, előadóművész, költő, dalszerző, dalszövegíró
- 1944 – Szathmáry Lilla orgonaművész
- 1945 – Szaharón Selah Wolf-díjas izraeli matematikus
- 1945 – Uri István Kazinczy-, Aase- és Jászai Mari-díjas magyar színész († 2019)
- 1947 – Vogt Károly magyar színész († 1992)
- 1949 – Hábermann Jenő Balázs Béla-díjas magyar filmproducer
- 1949 – Pintér Ferenc, matematikatanár
- 1956 – Rosta Sándor magyar színész
- 1957 – Jacno (Denis Quillard) francia zenész, az Elli et Jacno tagja († 2009)
- 1958 – Fráter Katalin magyar színésznő († 2000)
- 1958 – Mayer Aranka magyar színésznő
- 1962 – Tom Cruise Golden Globe-díjas amerikai színész
- 1963 – Csendes Olivér magyar színész († 2001)
- 1964 – Joanne Harris angol írónő
- 1964 – Peyton Reed amerikai rendező, forgatókönyvíró, producer
- 1967 – Szellő István magyar újságíró, televíziós műsorvezető
- 1969 – Gráf Csilla magyar színésznő
- 1974 – Stephan Luca német színész
- 1975 – Bródy Norbert magyar színész
- 1976 – Azurák Csaba magyar riporter-műsorvezető
- 1978 – Miló Viktória magyar ökölvívó
- 1978 – Mizuki Noguchi japán maratonfutó
- 1980 – Roland Schoeman dél-afrikai úszó
- 1984 – Corey Sevier kanadai színész
- 1986 – Thomas Bouhail francia tornász
- 1987 – Sebastian Vettel német autóversenyző, négyszeres Formula–1 világbajnok (2010, 2011, 2012, 2013)
- 1989 – Iván Bolado spanyol labdarúgó

## Halálozások
- i. e. 362 – Epameinóndasz thébai hadvezér és államférfi (* i. e. 418)
- 1312 – Marino Zorzi, a Velencei Köztársaság ötvenedik dózséja (* 1231)
- 1642 – Medici Mária francia királyné (* 1573)
- 1672 – Francis Willughby angol ornitológus és ichthiológus (* 1635)
- 1749 – William Jones walesi matematikus, az ő javaslatára kezdték el használni a {\displaystyle \pi } betűt a Pi szám jelölésére (* 1675)
- 1904 – Herzl Tivadar osztrák-magyar író, újságíró, az első cionista kongresszus szervezője és későbbi elnöke (* 1860)
- 1909 – Antti Jalava finn tanár, író, irodalomtörténész, nyelvész, műfordító, az MTA levelező tagja (* 1846)
- 1918 – V. Mehmed, az Oszmán Birodalom 36. szultánja (* 1844)
- 1927 – Gérard de Courcelles francia autóversenyző, az 1925-ös Le Mans-i 24 órás autóverseny győztese (* ??)
- 1969 – Brian Jones angol rockzenész, a Rolling Stones együttes alapító tagja (* 1942)
- 1971 – Jim Morrison amerikai rockzenész, a Doors együttes énekese (* 1943)
- 1979 – Louis Durey francia zeneszerző, a francia hatok (Les Six) zeneszerzői csoport tagja (* 1888)
- 1984 – Raoul Salan francia tábornok, az algíri puccs vezetője, az OAS terrorszervezet alapítója (* 1899)
- 1994 – Makkai János magyar újságíró, közíró, országgyűlési képviselő (* 1905)
- 2004 – Zala Tibor Munkácsy-díjas grafikusművész (* 1920)
- 2007 – Ács Károly vajdasági magyar költő, műfordító (* 1928)
- 2008 – Ernie Cooksey brit labdarúgó (* 1980)
- 2012 – Gruber Hugó magyar bábszínész, szinkronszínész (* 1938)
- 2012 – Sergio Pininfarina olasz ipari vállalkozó, formatervező és politikus (* 1926)
- 2015 – Szabad György Széchenyi-díjas magyar történész, politikus, egyetemi tanár, az Országgyűlés elnöke (1990-94) (* 1924)
- 2018 – Aczél Endre, magyar újságíró, műsorvezető (* 1944)
- 2025 – Diogo Jota, portugál válogatott válogatott labdarúgó (*1996)
- 2025 – André Silva portugál labdarúgó (*2000)

## Nemzeti ünnepek, emléknapok, világnapok
- Szent Tamás apostol ünnepnapja (a nyugati krisztiánusok ünnepkörében)
- Fehéroroszország nemzeti ünnepe, függetlenség napja